# Anelassorhynchus fisheri
Anelassorhynchus fisheri är en djurart som tillhör fylumet skedmaskar, och som beskrevs av DattaGupta, A.K. 1975. Anelassorhynchus fisheri ingår i släktet Anelassorhynchus och familjen Echiuridae. Inga underarter finns listade i Catalogue of Life.